# Pathariya (Kailali)
Pathariya (nep. पथरिया) – gaun wikas samiti w zachodniej części Nepalu w strefie Seti w dystrykcie Kailali. Według nepalskiego spisu powszechnego z 2001 roku liczył on 2946 gospodarstw domowych i 19735 mieszkańców (9611 kobiet i 10124 mężczyzn).